# John Jay
John Jay (New York, 12 dicembre 1745 – Bedford, 17 maggio 1829) è stato un politico, diplomatico e rivoluzionario statunitense. È stato uno dei padri fondatori degli Stati Uniti, presidente del Congresso continentale nel biennio 1778-1779 e, dal 1789 al 1795, presidente della Corte suprema degli Stati Uniti. Durante e dopo la guerra d'indipendenza americana fu ambasciatore in Spagna e Francia, gettando le basi per una politica estera statunitense ed ottenendo delle condizioni favorevoli per la pace con l'Impero britannico (il trattato di Jay) e la Francia. Scrisse in collaborazione con Alexander Hamilton e James Madison Il Federalista (The Federalist Papers).
Come leader del nuovo Partito Federalista, Jay venne eletto governatore di New York dal 1795 al 1801 e divenne il principale oppositore politico della schiavitù nello stato. I suoi primi due tentativi di far approvare una legge sull'emancipazione, rispettivamente nel 1777 e nel 1785, fallirono, ma il terzo ebbe successo nel 1799. La nuova legge permise l'emancipazione di tutti gli schiavi di New York prima della sua morte.

## Biografia

### Nascita
John Jay nacque il 12 dicembre 1745 e fu il sesto figlio di una ricca famiglia di mercanti newyorkesi. La famiglia di Jay era di origini francesi, di confessione ugonotta, e per la maggior parte risiedeva a New York. Nel 1685 l'editto di Nantes venne revocato, abolendo i diritti dei protestanti e permettendo così la confisca delle loro proprietà. Il provvedimento spinse il nonno paterno di John Jay, August Jay, a trasferirsi con la famiglia a New York. Il figlio di August, Peter, sposò Mary Van Cortlandt, ed ebbe con lei dieci figli, ma solo sette di loro sopravvissero. Dopo la nascita di John Jay, la famiglia si trasferì nella città di Rye, nella contea di Westchester, in cerca di un ambiente più sano; due dei suoi fratelli vennero resi ciechi dall'epidemia del vaiolo del 1739 e soffrivano di disabilità mentali.

### Educazione
Jay passò l'infanzia a Rye, e prese le stesse posizioni politiche del padre, il quale era un convinto whig. John Jay venne educato da insegnanti privati fino ad otto anni, quando venne mandato a studiare dal pastore anglicano Pierre Stoupe. Nel 1756, tre anni dopo, ritornò a studiare a casa sotto la tutela di George Murray. Nel 1760 Jay continuò i suoi studi al King's College, fondato sedici anni prima e precursore della Columbia University. Quattro anni dopo si laureò e iniziò il praticantato nello studio legale di Benjamin Kissam.

### L'avvocatura e l'ingresso nella politica
Nel 1768, dopo essere stato ammesso al foro di New York, iniziò ad esercitare la professione con Robert R. Livingston finché non creò un proprio ufficio legale nel 1771. Nel 1774 fu un membro del New York Committee of Correspondence.
Il suo primo ruolo pubblico fu come segretario del Committee of Correspondence di New York, dove rappresentò l'ala conservatrice, la quale aveva come obiettivo la tutela dei diritti di proprietà e la preservazione dello stato di diritto, mentre contrastava le violazioni dei diritti degli americani da parte dei britannici. Temeva inoltre la prospettiva di un regime demagogico. Jay riteneva fossero sbagliate le tasse imposte dall'impero britannico e sosteneva che era moralmente e legalmente giustificato opporsi ad esse, ma come delegato per il primo Congresso continentale del 1774 si schierò con coloro che cercavano una conciliazione con il parlamento.
Eventi come l'incendio di Norfolk da parte dell'esercito britannico nel gennaio 1776 spinsero Jay a schierarsi con gli indipendentisti. Con lo scoppio della guerra lavorò senza sosta per la causa rivoluzionaria e la repressione dei lealisti. Così Jay, una volta compresa l'inutilità dei tentativi di riconciliazione delle Tredici colonie con l'impero britannico e che gli sforzi per l'indipendenza sarebbero inevitabilmente sfociati nella guerra d'indipendenza americana, divenne prima un moderato e poi un ardente patriota.

### Durante la guerra di indipendenza

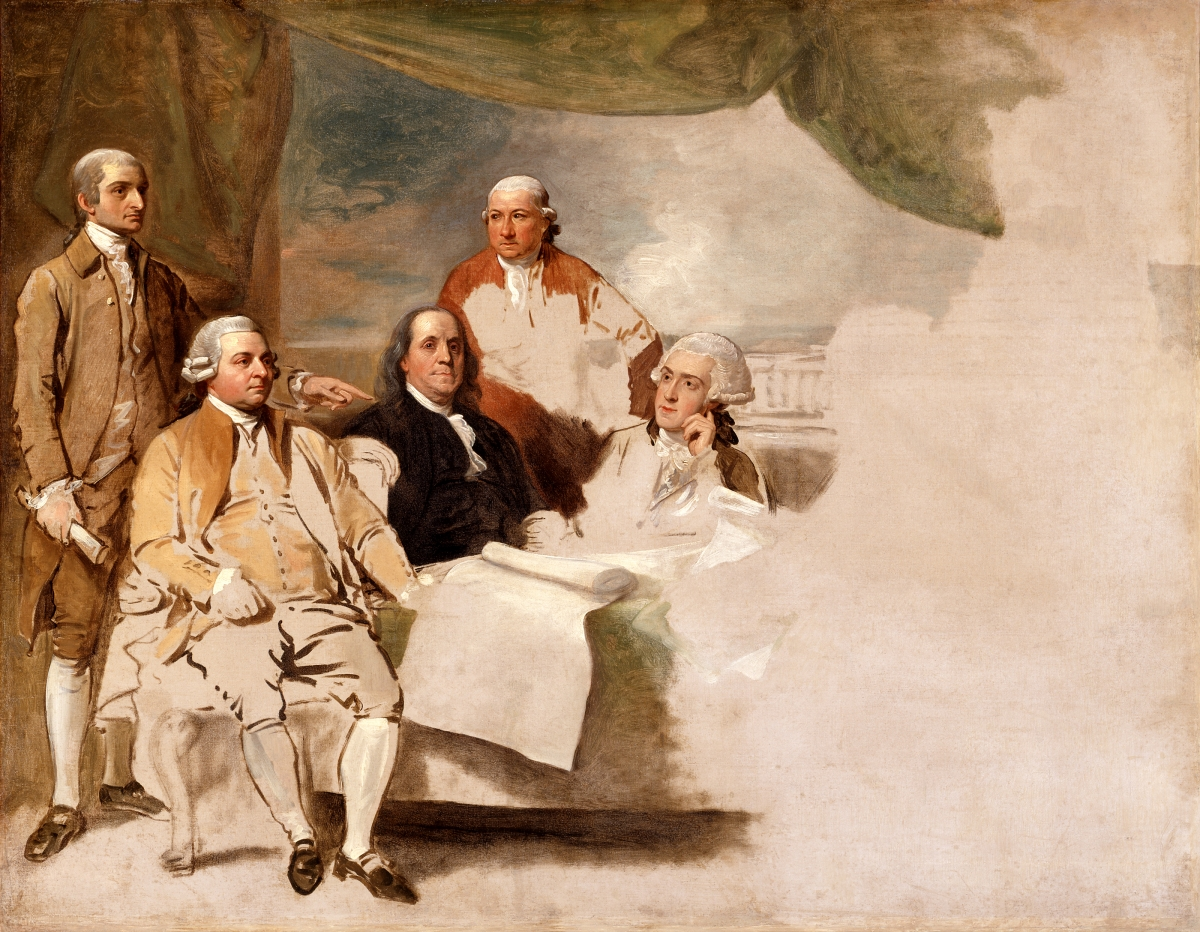
Il Trattato di Parigi, Jay è il primo sulla sinistra

Con la reputazione di "ragionevole moderato" a New York, Jay venne inviato come delegato al primo e al secondo Congresso continentale, nei quali si discuteva se le colonie dovessero o meno dichiarare la propria indipendenza. Cercò la conciliazione con l'impero britannico fino alla Dichiarazione di indipendenza. Le idee di John Jay divennero più radicali con l'evolversi degli eventi; divenne un convinto patriota e cercò di spingere la Provincia di New York verso l'indipendenza.
Nel 1774, alla chiusura del primo congresso continentale, Jay ritornò a New York. Entrò a far parte del congresso dei sessanta e tentò di far rispettare un accordo di non-importazione approvato dal primo congresso continentale. Jay venne eletto al terzo congresso provinciale di New York, dove elaborò la costituzione di New York del 1777; la sua carica come membro del congresso gli impedì di votare e firmare la dichiarazione di indipendenza. Jay aiutò il comitato a trovare e neutralizzare cospirazioni, monitorando le azioni britanniche. Il congresso provinciale elesse Jay come presidente della Corte suprema di New York l'8 maggio 1777, carica che mantenne per due anni.
Jay fu presidente del Congresso continentale dal 10 dicembre 1778 al 28 settembre 1779. Il Congresso continentale si rivolse a John Jay, un avversario del precedente presidente Henry Laurens, solo tre giorni dopo la sua nomina a delegato e lo elesse come presidente; otto stati votarono per Jay e quattro per Laurens.

### Come diplomatico
Il 27 settembre 1779, dimessosi da presidente del Congresso, venne nominato ambasciatore in Spagna, dove venne inviato con lo scopo di ottenere aiuti finanziari, contratti commerciali e il riconoscimento dell'indipendenza americana. La corte reale di Spagna non lo ricevette ufficialmente come ambasciatore e non riconobbe l'indipendenza americana fino al 1783, temendo che tale mossa potesse scatenare la rivoluzione nelle proprie colonie. Jay, comunque, riuscì ad ottenere dalla Spagna un prestito di 170.000 dollari. Partì dalla Spagna il 20 maggio 1782.
Il 23 giugno dello stesso anno Jay raggiunse Parigi, dove si tennero i negoziati per porre fine alla guerra di indipendenza. Benjamin Franklin era il diplomatico più esperto nel gruppo, e Jay desiderava stargli vicino per imparare da lui. Gli Stati Uniti accettarono di negoziare con l'impero britannico separatamente, e poi con la Francia. Nel giugno 1782 il conte di Shelburne offrì l'indipendenza agli americani, ma Jay rifiutò poiché l'indipendenza non era stata riconosciuta durante i negoziati; il dissenso di Jay bloccò le trattative fino all'autunno. Il trattato finale stabilì che gli Stati Uniti avevano diritto di pesca in Terranova (estendendo così il confine occidentale), mentre l'impero britannico avrebbe riconosciuto gli Stati Uniti come indipendenti e ritirato le proprie truppe in cambio del dissequestro dei beni dei lealisti e il pagamento dei debiti privati Il trattato garantì l'indipendenza agli Stati Uniti, ma lasciò molte regioni di confine in disputa, e molte delle sue condizioni non vennero applicate.

### Segretario degli affari esteri
Jay fu nominato segretario degli affari esteri, incarico che ricoprì dal 1784 al 1789, quando in settembre il Congresso approvò una legge che dava ulteriori responsabilità nazionali al nuovo dipartimento e ne cambiò il nome in dipartimento di Stato. Jay mantenne la carica di segretario di Stato degli Stati Uniti fino al 22 marzo 1790. Jay cercò di costruire una stabile e duratura politica estera: ottenere il riconoscimento dell'indipendenza della nuova nazione da importanti e affermate potenze straniere europee; dare vita ad una stabile moneta e sistema di credito, basandosi all'inizio sui prestiti da parte di banche europee; ripagare i creditori e il forte debito contratto dalla nazione per i costi della guerra; assicurare alla nuova nazione confini territoriali più vantaggiosi possibili e proteggerla dalle incursioni di nativi americani, spagnoli, francesi e britannici;  risolvere le controversie tra le colonie stesse, assicurare il diritto di pesca in Terranova, stabilire un forte commercio marittimo di prodotti americani con nuovi mercati; proteggere le navi commerciali americane dalla pirateria; preservare la reputazione degli Stati Uniti; unire politicamente la nazione sotto i neonati Articoli della Confederazione.
Jay era convinto che la sua responsabilità non fosse accompagnata da un adeguato livello di autorità, così si unì ad Alexander Hamilton e James Madison nel chiedere un governo più forte di  quello previsto dagli Articoli della Confederazione. Sostenne nel suo Discorso al popolo dello Stato di New-York, riguardo alla Costituzione Federale che gli Articoli della Confederazione erano troppo deboli ed inefficaci per formare un governo:
(John Jay, da Extract from an Address to the People of the State of New-York, on the subject of the Federal Constitution.)

#### Federalist Papers (1788)
Jay non partecipò alla Convenzione di Filadelfia ma si unì ad Hamilton e Madison nella richiesta veemente di un nuovo sistema di governo, più potente, centralizzato ed equilibrato. Scrivendo con lo pseudonimo condiviso di "Publius" chiarirono questa visione in ottantacinque articoli per convincere la convenzione dello Stato di New York a ratificare la proposta di Costituzione degli Stati Uniti. Jay scrisse il secondo, il terzo, il quarto, il cinquantesimo e il sessantaquattresimo articolo. Tranne l'ultimo, tutti gli altri articoli riguardavano il pericolo derivante dalle potenze ed influenze straniere.

#### Presidente della Corte suprema
(John Jay)
Nel 1789 George Washington offrì l'incarico di segretario di Stato a John Jay, il quale rifiutò, così Washington lo nominò presidente della Corte suprema degli Stati Uniti, il primo della storia; Washington nominò John Blair, William Cushing, James Wilson, James Iredell e John Rutledge giudici associati. Jay successivamente nominò il giudice Thomas Johnson al posto di John Rutledge, e successivamente William Paterson al posto dello stesso Johnson. La Corte venne chiamata a pronunciarsi poche volte nei primi tre anni.
Nella causa Chisholm contro Georgia, la corte di Jay diede una risposta alla domanda: «È lo stato della Georgia soggetto alla giurisdizione della Corte suprema e del governo federale?» Con una maggioranza di 4 a 1 (l'unico contrario fu Iredell), la Corte deliberò in favore di due lealisti della Carolina del Sud le cui terre erano state annesse dalla Georgia. Dopo questa decisione si aprì un dibattito, così come fu implicito che i vecchi debiti dovessero essere pagati ai lealisti. La decisione venne ribaltata quando il Senato ratificò l'undicesimo emendamento, il quale dice che la magistratura non può pronunciarsi su un caso in cui uno Stato viene citato in giudizio da un cittadino di un altro Stato o di una nazione straniera. Il caso venne quindi riportato di fronte alla Corte suprema (Georgia contro Brailsford), e la Corte ribaltò la precedente decisione. In ogni caso, la prima decisione della Corte di John Jay stabilì che gli Stati erano soggetti alla controllo da parte dei tribunali.
Nel caso Hayburn, la Corte deliberò che i tribunali non potevano conformarsi ad una legge federale che richiedesse alla Corte stessa di decidere sulle singole petizioni dei veterani della guerra di indipendenza riguardanti la loro qualifica per il pensionamento, in quanto determinare se i firmatati fossero o meno qualificati era un «provvedimento [...] di natura non giuridica», e dato che lo statuto permetteva al legislatore e all'esecutivo di rivedere le decisioni delle corti, lo statuto violava la separazione dei poteri come imposto dalla Costituzione degli Stati Uniti.

#### Annullamento della giuria
Nel 1774 John Jay disse ad una giuria civile durante un giro nel circuito giudiziario che «avete [...] diritto a prendere voi stessi l'impegno di [...] giudicare la legge così come il fatto in discussione». Jay fece poi notare alla giuria la «buona vecchia regola, che sulle discussioni del fatto la competenza è della giuria, sulle discussioni della legge è competenza della corte decidere, ma questo equivale niente di più che ad una presunzione che il giudice sia corretto circa legge. In definitiva, entrambe le questioni [la legge e i fatti] sono legalmente all'interno del vostro potere decisionale».

### 1792: candidato a governatore di New York
Nel 1792 Jay fu il candidato federalista a governatore di New York, ma venne sconfitto dal democratico George Clinton. Jay in realtà ricevette più voti di Clinton, ma per alcuni vizi di procedura nelle operazioni di voto di nelle contee di Otsego, Tioga e Clinton le contee vennero escluse e i loro voti non conteggiati, dando così a Clinton una leggera maggioranza. La costituzione dice che i voti assegnati devono essere consegnati al segretario di Stato «dallo sceriffo o dal suo vice», ma, ad esempio, il mandato dello sceriffo della contea di Otsego scadde, così quando avvennero le elezioni l'ufficio dello sceriffo era ancora vacante, e nessuno era autorizzato a consegnare i voti al Segretario di Stato. I sostenitori di Clinton nel corpo legislativo, nei tribunali dello stato e negli uffici federali furono risoluti nel non accettare alcuna obiezione riguardo alla legittimità del voto, e che quanto successo equivalesse a sottrarre il diritto costituzionale di voto agli elettori in quelle contee.

### Il trattato di Jay
Le relazioni con l'Impero britannico rasentarono la guerra nel 1794. Le esportazioni britanniche dominavano il mercato degli Stati Uniti, mentre quelle statunitensi erano bloccate da restrizioni e dazi britannici. L'impero britannico continuava ad occupare i forti nel nord che aveva promesso di abbandonare con il trattato di Parigi. L'arruolamento forzato dei marinai americani da parte dei britannici e il sequestro delle forniture navali e militari in viaggio verso porti nemici su navi neutrali era un altro motivo di tensione.
Madison propose una guerra commerciale, «un sistema diretto di ostilità commerciale con la Gran Bretagna», supponendo che i britannici fossero piuttosto indeboliti dalla guerra contro la Francia e favorevoli quindi ad accettare le condizioni americane e non dichiarare la guerra. Washington respinse questa proposta e inviò Jay in Gran Bretagna per negoziare un nuovo trattato; Jay mantenne la carica di presidente della Corte suprema. Washington ordinò ad Alexander Hamilton di scrivere le istruzioni che dovevano guidare Jay nelle trattative. Nel marzo 1795 il trattato, conosciuto come Trattato di Jay, venne portato a Filadelfia. Quando Hamilton, nel tentativo di mantenere le buone relazioni, informò i britannici che gli Stati Uniti non volevano unirsi ai governi danese e svedese per difendere la propria neutralità, Jay perse gran parte della sua influenza. Il trattato comunque tolse il controllo dai posti di frontiera del nord-ovest all'Impero britannico e garantì agli Stati Uniti lo status di «nazione più favorita», mentre gli Stati Uniti accettarono di limitare le loro attività commerciali nelle Indie occidentali britanniche.
Il trattato non bastò a sedare tutte le rimostranze americane sul diritto di navigazione neutrale e l'arruolamento forzato, e i Democratico-repubblicani lo attaccarono, ma Jay, come presidente della Corte suprema, decise di non prendere parte al dibattito. Il mancato risarcimento per gli schiavi rubati dai britannici durante la rivoluzione «fu la più importante delle ragioni della risentita opposizione del sud». Jefferson e Madison temevano che un'alleanza con le forze aristocratiche britanniche potesse indebolire il repubblicanesimo, avvantaggiando così l'opposizione. Comunque Jay, appoggiato dal neonato Partito Federalista di Hamilton e da Washington, vinse la battaglia con la pubblica opinione.
Washington mise in gioco il suo prestigio a difesa del trattato e Hamilton e il Partito Federalista mobilitarono l'opinione pubblica. Il Senato ratificò il trattato con una maggioranza di 20 voti a 10, appena sufficiente a raggiungere il quorum dei due terzi. Dopo l'approvazione del trattato vennero scritti dei graffiti vicino alla casa di Jay, uno dei quali diceva: «Maledetto John Jay. Maledetti tutti quelli che non vogliono maledire John Jay. Maledetti tutti quelli che non vogliono mettere luci alle finestre e rimanere alzati tutta la notte maledicendo John Jay».
Nel 1812 le relazioni tra Stati Uniti e Impero britannico entrarono di nuovo in crisi. I desideri di un gruppo di deputati della Camera dei rappresentanti, conosciuti come i War Hawks, di acquisire terreni dal Canada e di fermare i sequestri di navi americane da parte dei britannici portarono, in parte, alla guerra del 1812.

### Governatore di New York
Mentre era in Gran Bretagna Jay venne eletto governatore dello Stato di New York come membro del Partito Federalista. Rassegnò le dimissioni dalla Corte suprema e mantenne la carica di governatore fino al 1801. Come governatore ricevette una proposta da Hamilton di manipolare il collegio elettorale di New York per le elezioni presidenziali di quell'anno; Jay catalogò la lettera con la scritta "Propone una misura favorevole a un singolo partito che non sarà adottata da me" e la archiviò senza risposta. Il presidente John Adams poi lo rinominò alla Corte suprema; il Senato lo confermò rapidamente, ma Jay declinò l'offerta citando la sua cattiva salute e la «mancanza della Corte dell'energia, l'importanza e la dignità che sono essenziali per il suo supporto al governo nazionale».

### Il ritiro e la morte
Jay declinò la candidatura a governatore proposta dal Partito Federalista nel 1801 e ritornò alla vita di agricoltore nella contea di Westchester. Subito dopo il ritiro, morì sua moglie. Jay rimase in buona salute, e continuò a fare l'agricoltore rimanendo lontano dalla politica.
La notte del 14 maggio 1829 Jay venne colpito da una paresi, probabilmente dovuta ad un ictus. Visse per altri tre giorni, e morì il 17 maggio. Scelse di essere seppellito in un terreno privato di famiglia nella sua proprietà di Rye, dove era cresciuto. Tale proprietà, di fronte al Long Island Sound, rimase della famiglia Jay fino al 1904. Una porzione venne inclusa (ed i suoi edifici cono stati ristrutturati per uso educativo) dalla Jay Heritage Center.

## Opinioni personali

### Come abolizionista
Jay fu un leader della lotta alla schiavitù dopo il 1777, quando tentò senza successo di far approvare una legge sull'emancipazione, tentativo che ripeté nel 1785. Nel 1795 Jay fu presidente e fondatore della New York Manumission Society, che organizzava boicottaggi contro giornali e mercanti schiavisti e dava pareri legali ai neri liberi rivendicati come schiavi. La società aiutò a mettere in atto la graduale emancipazione degli schiavi nello Stato di New York nel 1799, ufficializzata dalla legge approvata da Jay come governatore.
Jay stava sfondando una porta aperta; ogni parlamentare tranne uno aveva già votato per una forma di emancipazione nel 1785, ma allora non riuscirono ad accordarsi su quali diritti dare ai neri liberati dopo la legge. Aaron Burr appoggiò questo disegno di legge e propose un emendamento per l'abolizione immediata. La legge del 1799, An Act for the Gradual Abolition of Slavery, decretò che, dal 4 luglio di quell'anno, tutti i bambini nati da genitori schiavi erano liberi (soggetti solamente ad apprendistato) e l'esportazione di schiavi venne proibita. A quegli stessi bambini era però richiesto di servire il proprietario della madre fino all'età di ventotto anni per i maschi e venticinque per le femmine. In questo modo la legge da un lato stabilì un tipo di contratto come domestico che stroncò loro qualsiasi libertà. Quasi trent'anni dopo, il 4 luglio 1827, tutti gli schiavi vennero poi emancipati; il processo fu forse la più vasta emancipazione in America settentrionale prima del 1861, eccetto il reclutamento da parte dell'esercito britannico degli schiavi fuggitivi durante la guerra di indipendenza.
Poco prima delle elezioni del 1792 l'azione antischiavista di Jay minò le sue possibilità di essere eletto nell'area settentrionale di New York, abitata per lo più da olandesi, dove la schiavitù veniva praticata. Nel 1794 Jay fece arrabbiare i proprietari di schiavi nel sud nella negoziazione del trattato di Jay con l'Impero britannico, quando lasciò cadere le richieste per un risarcimento per gli schiavi di proprietà dei patrioti rubati durante la guerra di indipendenza. Jay comprò più volte schiavi per poi liberarli una volta adulti quando "il loro lavoro aveva ripagato il loro acquisto"; nel 1798, l'anno prima che la legge sull'emancipazione venisse approvata, ne possedeva otto.

### Religione

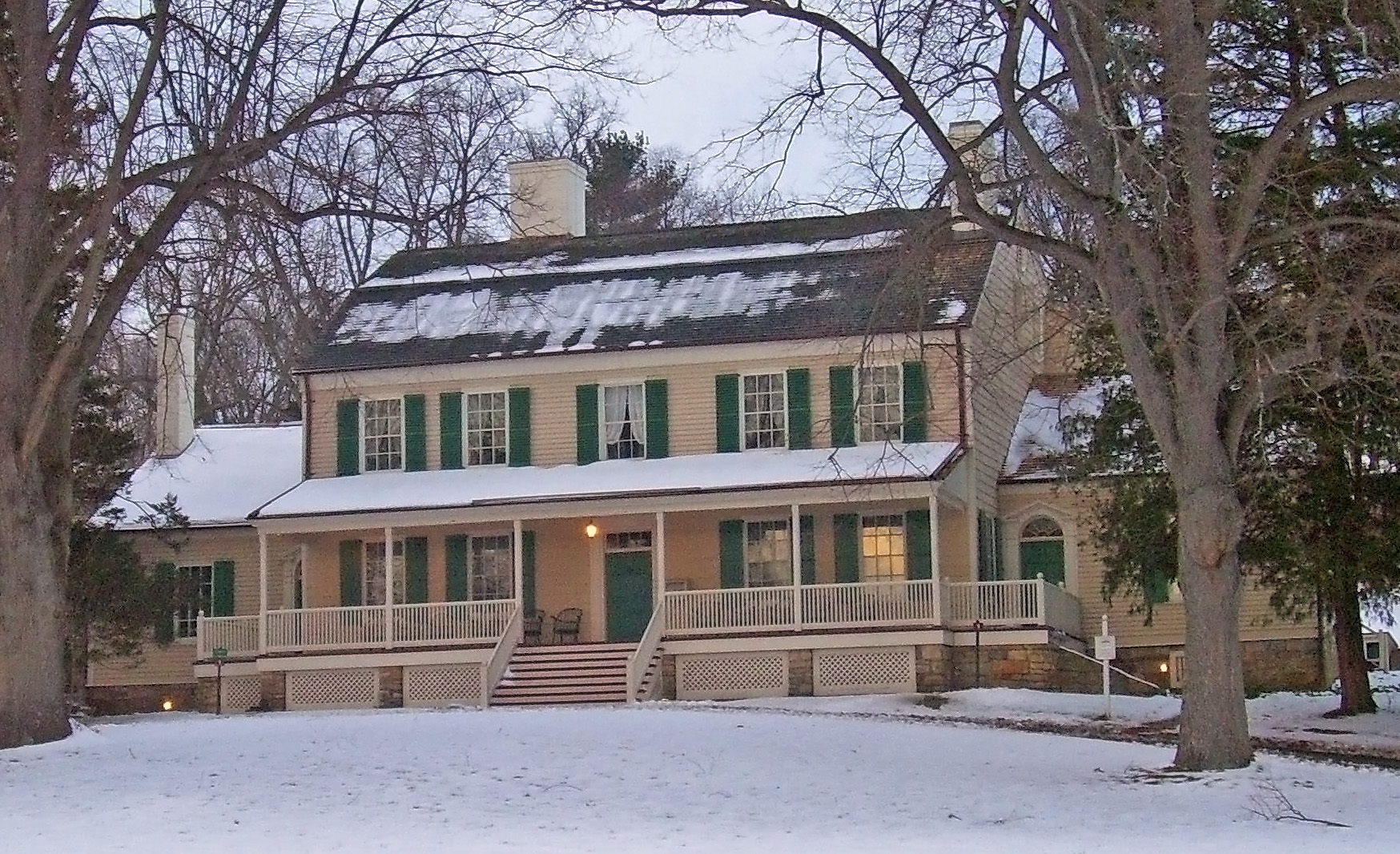
La casa di John Jay, vicino Katonah, è un sito storico dello Stato di New York e National Historic Landmark.

Jay era anglicano, una confessione che cambiò nome in Chiesa protestante episcopale dopo la rivoluzione americana. Fin dal 1785 Jay fu un amministratore della Trinity Church di New York. Come segretario per gli affari esteri del Congresso appoggiò la proposta dopo la rivoluzione che l'arcivescovo di Canterbury approvasse l'ordinamento di vescovi per la chiesa episcopale. Sostenne senza successo nel congresso provinciale l'interdizione dei funzionari pubblici cattolici.
In una lettera indirizzata a John Murray, membro della Camera dei rappresentanti della Pennsylvania, datata 12 ottobre 1816, Jay scrisse: «La provvidenza ha dato al nostro popolo la scelta per i loro legislatori, e questo è dovere, così come privilegio ed interesse della nostra nazione cristiana, scegliere e preferire i cristiani come legislatori».

## Eredità

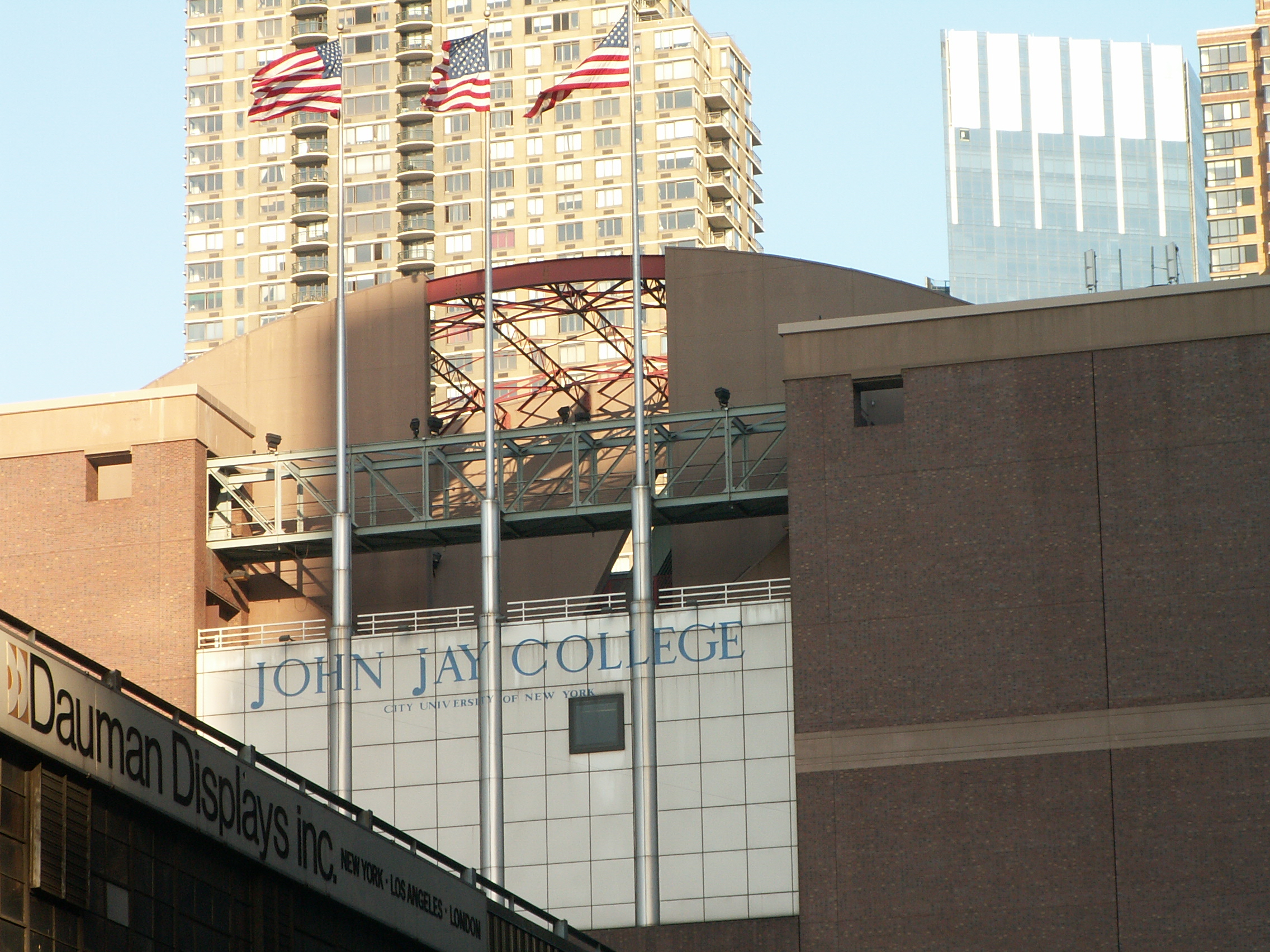
Il John Jay College of Criminal Justice a New York

Molte località geografiche hanno adottato il nome di John Jay, come Jay (Maine), Jay (New York), Jay (Vermont), la contea di Jay (Indiana) e la Jay Street a Brooklyn. Nel 1964 il College of Police Science della City University di New York cambiò ufficialmente nome in John Jay College of Criminal Justice.
Ci sono anche scuole superiori che hanno cambiato nome in maniera analoga, come a Cross River e Hopewell Junction a New York, e a San Antonio in Texas. La catena di Hotel Best Western cambiò il nome di molti dei suoi hotel in stile coloniale in John Jay Inn.
Agli studenti universitari più meritevoli della Columbia University viene assegnata la John Jay Scholars, e uno dei dormitori dell'università di chiama John Jay Hall. Il John Jay Center nel campus della Robert Mottis University e il John Jay Institute for Faith, Society & Law hanno tale nome in suo onore. La casa di Jay, vicino a Katonah, è protetta come National Historic Landmark, così come la John Jay Homestead State Historic Site.

### Fonti principali
- Landa M. Freeman, Louise V. North, and Janet M. Wedge, eds. Selected Letters of John Jay and Sarah Livingston Jay: Correspondence by or to the First Chief Justice of the United States and His Wife (2005).
- Morris, Richard B. ed. John Jay: The Making of a Revolutionary; Unpublished Papers, 1745-1780, 1975.

### Altre letture
- Henry J. Abraham, Justices and Presidents: A Political History of Appointments to the Supreme Court, 3rd, New York, Oxford University Press, 1992, ISBN 0-19-506557-3.
- Clare Cushman, The Supreme Court Justices: Illustrated Biographies, 1789–1995, 2nd, (Supreme Court Historical Society, Congressional Quarterly Books), 2001, ISBN 1-56802-126-7.
- John P. Frank, The Justices of the United States Supreme Court: Their Lives and Major Opinions, a cura di Leon Friedman e Fred L. Israel, Chelsea House Publishers, 1995, ISBN 0-7910-1377-4.
- Kermit L. Hall (a cura di), The Oxford Companion to the Supreme Court of the United States, New York, Oxford University Press, 1992, ISBN 0-19-505835-6.
- Fenton S. Martin, Goehlert, Robert U., The U.S. Supreme Court: A Bibliography, Washington, D.C., Congressional Quarterly Books, 1990, ISBN 0-87187-554-3.
- Melvin I. Urofsky, The Supreme Court Justices: A Biographical Dictionary, New York, Garland Publishing, 1994,  p. 590, ISBN 0-8153-1176-1.